# Chesterton, Staffordshire
Chesterton är en ort i unparished area Newcastle-under-Lyme, i distriktet Newcastle-under-Lyme, i grevskapet Staffordshire i England. Chesterton var en civil parish 1894–1932 när blev den en del av Newcastle under Lyme. Civil parish hade 6 861 invånare år 1931.